# Николс, Беверли
Джон Беверли Николс (John Beverley Nichols, * 9 сентября 1898 г. Бристоль; † 15 сентября 1983 Кингстон-апон-Темс (боро Лондона)) — британский писатель, драматург и журналист. Автор более, чем 60 литературных произведений.

## Жизнь и творчество
Образование будущий писатель получил в колледже Мальборо (Marlborough College), затем с января 1917 года в колледже Балиол Balliol College в Оксфорде. Учёба в Оксфорде прерывалась на время в годы Первой мировой войны, когда Д. Б. Николс служит в разведывательном управлении британской армии, а также преподавателем в кадетском корпусе в Кембридже. После окончания военных действий возвращается в Оксфорд, где возглавляет «„Оксфордский союз“» и руководит изданием студенческой газеты «Изида». За годы писательской деятельности Дж. Б.Николс создал более 60 романов, рассказов и пьес, был автором дорожных зарисовок о своём пребывании в Индии и других странах, детской литературы, книг о кошках и детективных произведений. Первым увидел свет в 1920 году роман «Предюдия», последним его прижизненным произведением стал сборник поэзии «Сумерки» (Twilight), опубликованный в 1982 году. Писал также специальную литературу по различной тематике — политическим вопросам, религии, парапсихологии и спиритизму, автобиографии.
Джон Б.Николс был также известным журналистом, долгие годы сотрудничавшим с различными британскими газетами и журналами, в первую очередь «London Sunday Chronicle» (1932—1943) и журналом «Woman’s Own» (1946—1967). Большую известность получил как садовод и знаток по обустройству дачных загородных домиков и садовых ландшафтов. Первая книга Дж. Б.Николса, посвящённая этой теме, «Down the Garden Path» (1932), к которой он написал два продолжения, выдержала до наших дней 32 переиздания.
Джон Б.Николс принадлежал к ЛГБТ-сообществу, его многолетним партнёром являлся актёр Сирил Батчер, которому Николс завещал своё состояние.

## Избранные произведения

### Романы
- Prelude (1920) (переиздано 2007, Kessinger Publishing, ISBN 0-548-75213-3)
- Patchwork (1921)
- Self (1922)
- Crazy Pavements (1927)
- Evensong (1932), кинофильм по роману поставлен в 1934
- Revue (1939)

### Мистические произведения и религия
- The Fool Hath Said (1936)
- A Pilgrim’s Progress (1952)
- No Man’s Street (1954)
- The Moonflower (1955) (a.k.a. The Moonflower Murder)
- Death to Slow Music (1956)
- The Rich Die Hard (1957)
- Murder by Request (1960)
- Powers That Be (1966)

### О кошках
- Cat Book(1955)
- Beverley Nichols' Cats A.B.C. (1960)
- Beverley Nichols' Cats X.Y.Z. (1961)

### Драматические произведения
- The Stag — produziert 1929, veröffentlicht 1933
- Avalanche — produziert 1931, veröffentlicht 1933
- Evensong — produziert 1932, veröffentlicht 1933
- When the Crash Comes — produziert und veröffentlicht 1933
- Mesmer — produziert 1935, veröffentlicht 1937
- Shadow of the Vine — produziert 1949, veröffentlicht 1954

### Детская литература
- The Tree that Sat Down (1945)
- The Stream that Stood Still (1948)
- The Mountain of Magic (1950)
- The Wickedest Witch in the World (1971)

### Журналистика
- The Star Spangled Manner (1928), серия интервью о загородных ломах и садах в США
- Down the Garden Path (1932) ISBN 978-0-88192-710-8
- A Thatched Roof (1933) ISBN 978-0-88192-728-3
- A Village in a Valley (1934) ISBN 978-0-88192-729-0
- How Does Your Garden Grow? (1935)
- Green Grows the City (1939) ISBN 978-0-88192-779-5
- Merry Hall (1951) ISBN 978-0-88192-804-4
- Laughter on the Stairs (1953) ISBN 978-0-88192-460-2
- Sunlight on the Lawn (1956) ISBN 978-0-88192-467-1
- Garden Open Today (1963) ISBN 978-0-88192-533-3
- Forty Favourite Flowers (1964)
- The Art of Flower Arrangement (1967)
- Garden Open Tomorrow (1968) ISBN 978-0-88192-552-4

### Автобиографии
- Twenty-Five (1926)
- All I Could Never Be (1949)
- The Sweet and Twenties (1958)
- Father Figure (1972)
- Down the Kitchen Sink (1974)
- The Unforgiving Minute (1978)

## Дополнения
- New York Times. Загадочные умершие: Беверли Николс Архивная копия от 21 декабря 2021 на Wayback Machine
- PeterboroughTelegraph: Beverly Nichols Архивная копия от 21 декабря 2021 на Wayback Machine